# Lisbon (Maine)
Lisbon – miasto w Stanach Zjednoczonych, w stanie Maine, w hrabstwie Androscoggin.